# Kassininae
Kassininae – podrodzina płazów bezogonowych z rodziny sitówkowatych (Hyperoliidae). 

## Zasięg występowania
Podrodzina obejmuje gatunki występujące w Czarnej Afryce.

## Podział systematyczny
Takson ten wyróżniono na podstawie badań Portika i współpracowników z 2019 roku. Do podrodziny należą następujące rodzaje:
- Hylambates Duméril, 1853
- Kassina Girard, 1853
- Paracassina Peracca, 1907
- Semnodactylus Hoffman, 1939 – jedynym przedstawicielem jest Semnodactylus wealii (Boulenger, 1882) – biegówka długopalca[6]